# Бобровицький заказник
Бобровицький — ентомологічний заказник місцевого значення в Україні. Розташований у межах Дунаєвецького району Хмельницької області, між селами Лисець та Велика Побійна у долині річки Бобровець.
Площа 143 га. Статус присвоєно згідно Рішенням Хмельницького облвиконкому від 04.09.1982 року № 278. Перебуває у віданні Дунаєвецької сільської ради.
До заказника входить водоспад Буркун. Мальовничий вигляд Буркуна приваблює туристів. У 2019 році через це село Лисець, біля якого він розташований, увійшло до півфіналу сіл в конкурсі «Неймовірні села України-2019».

## Галерея

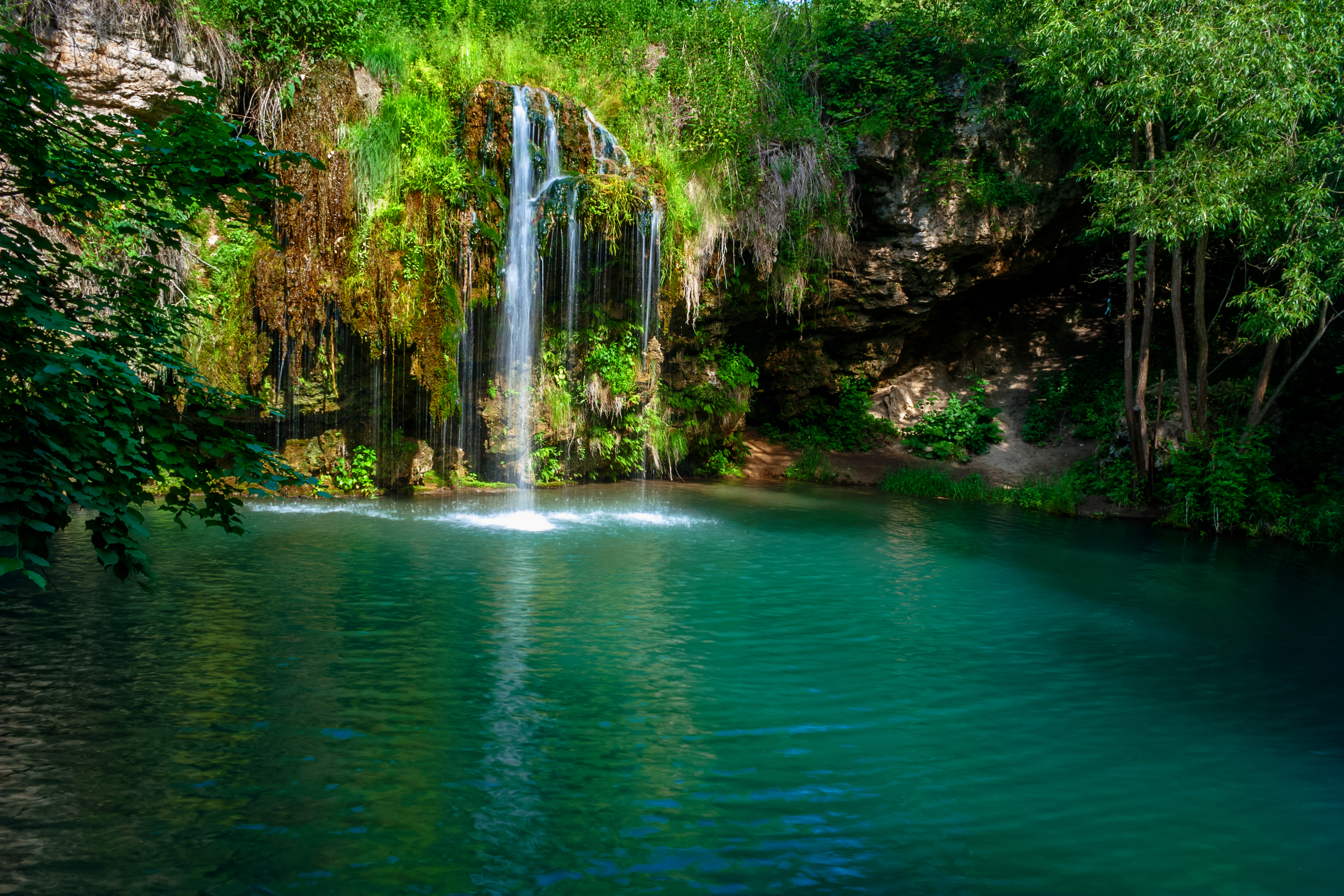
У 2019 році
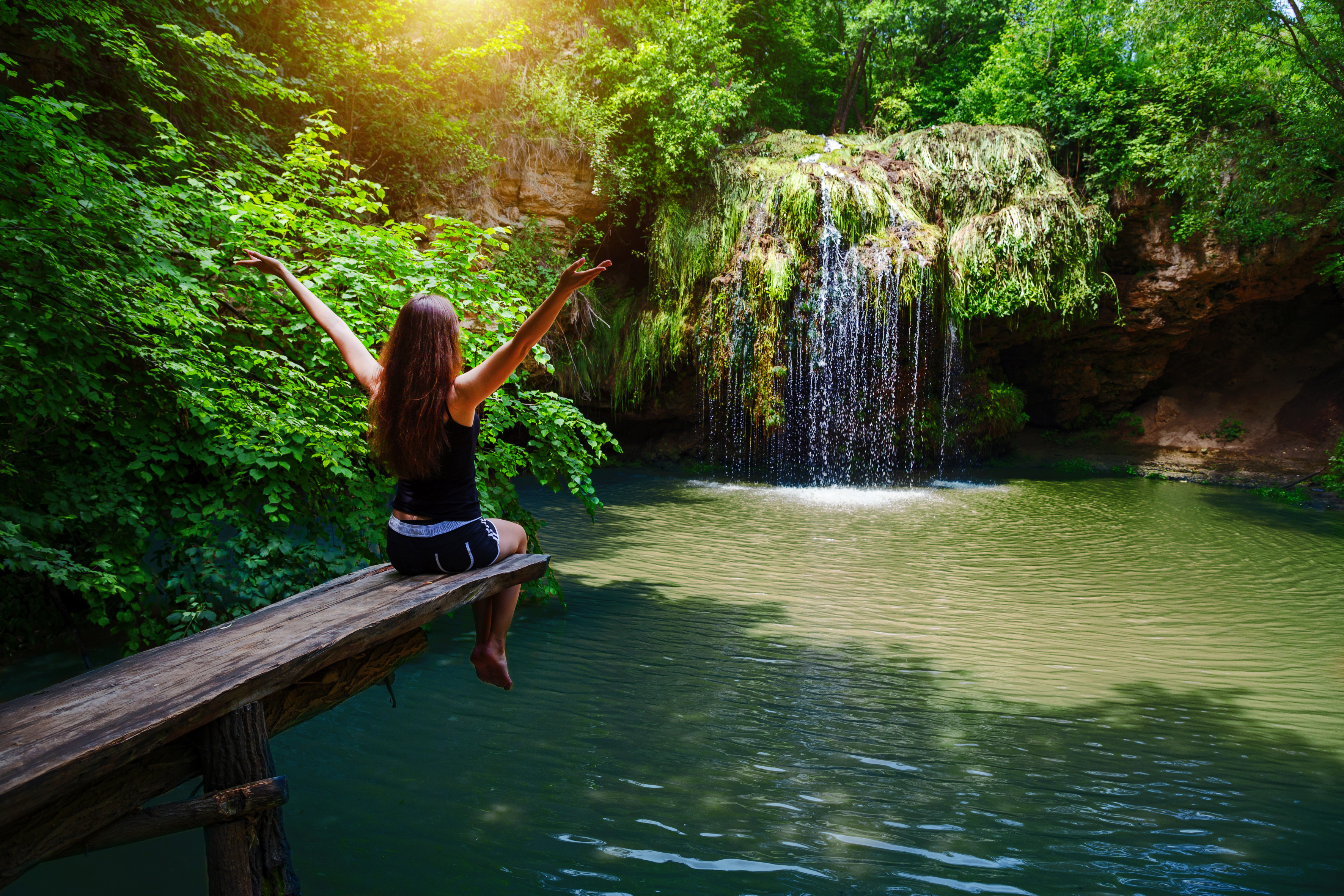
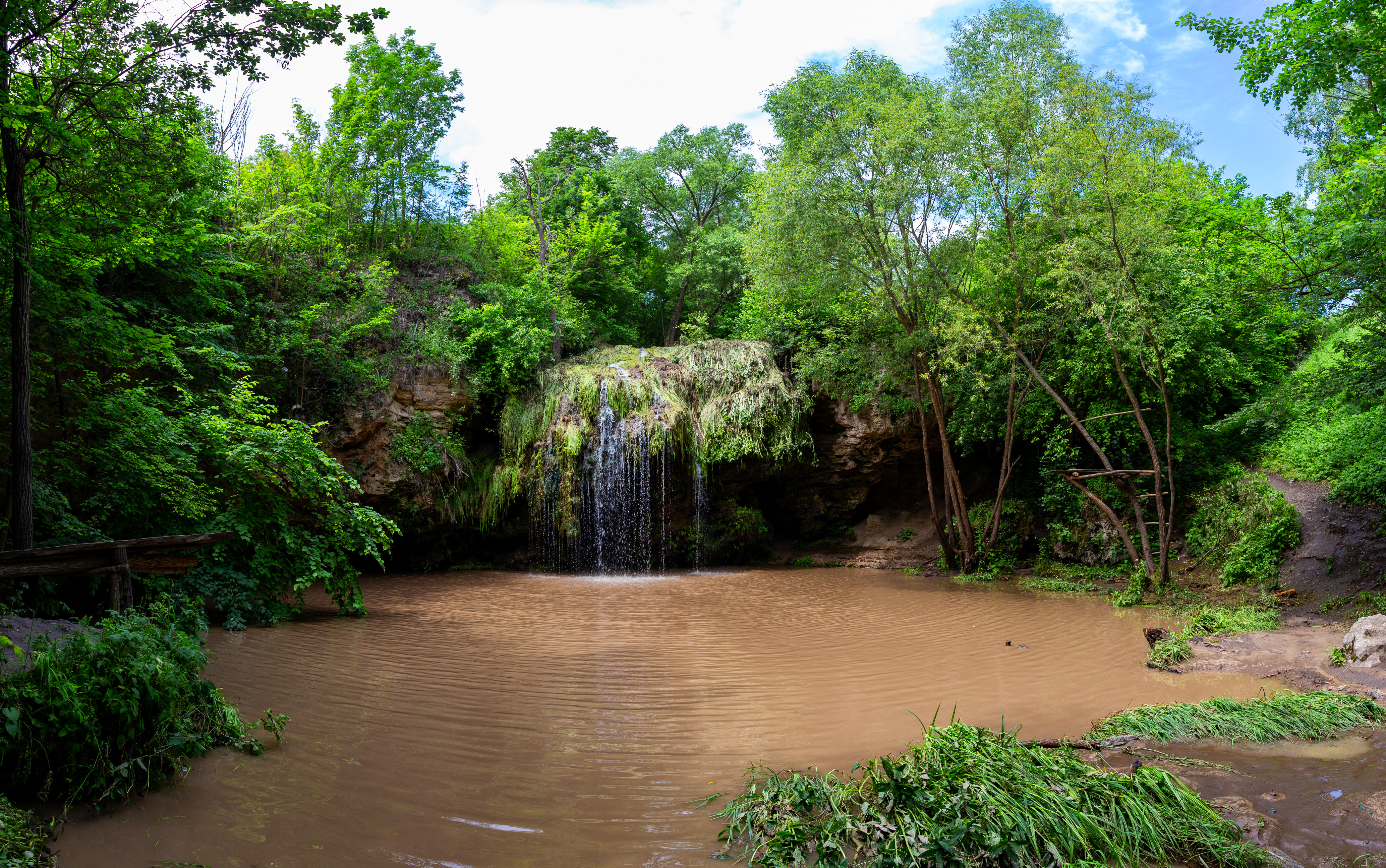
Після Грози і повені
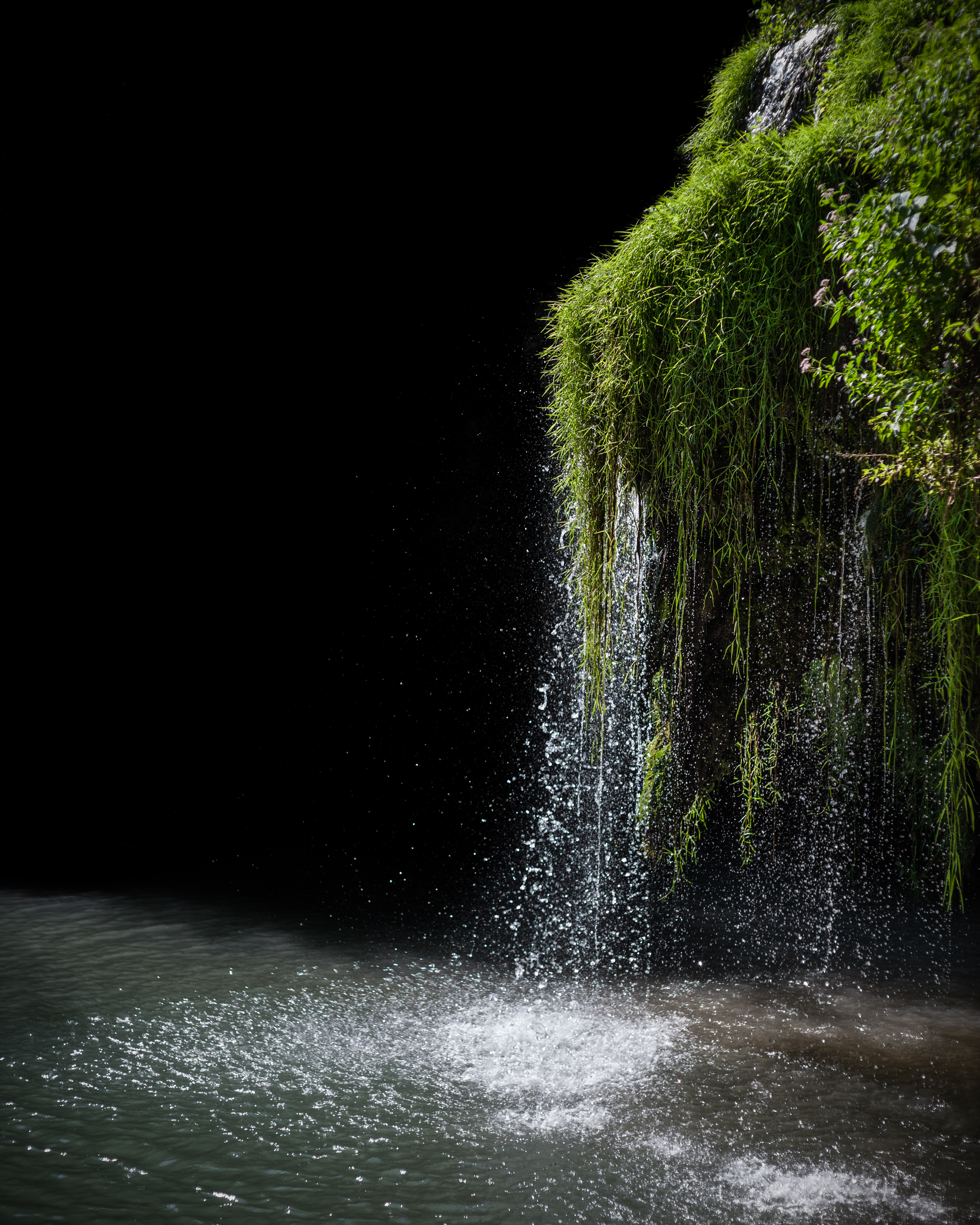
Водоспад Бурбун у яскравий сонячний день
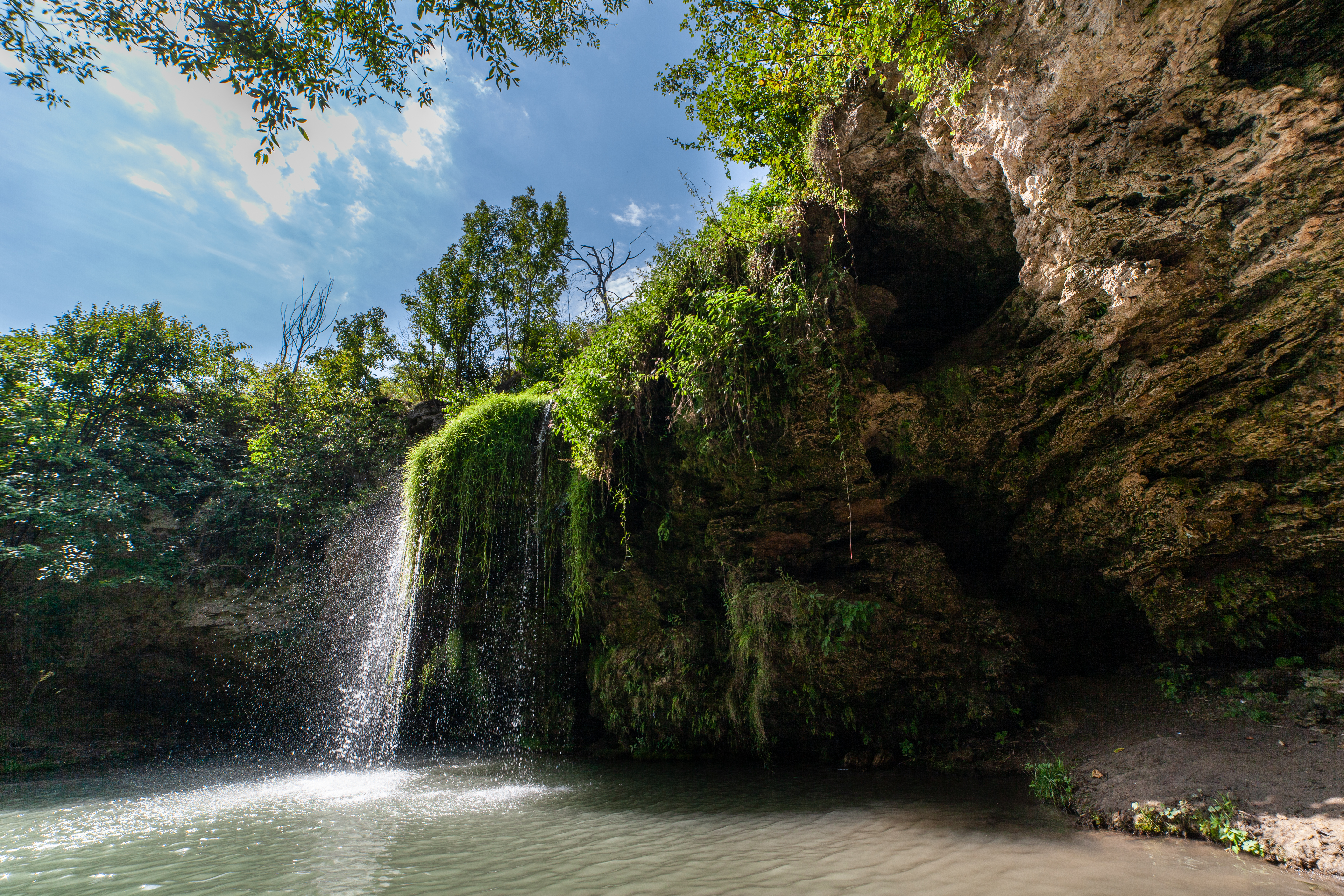
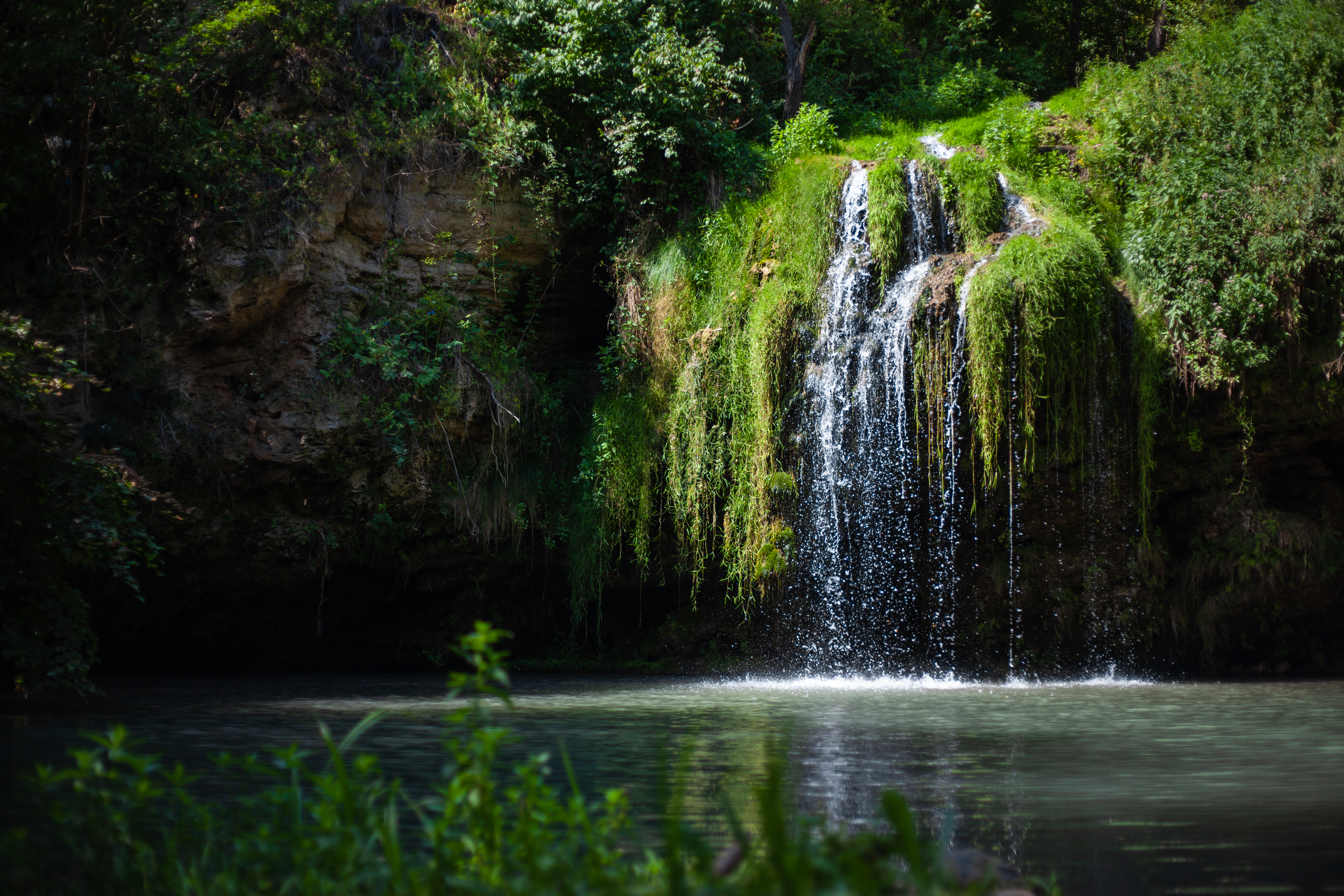
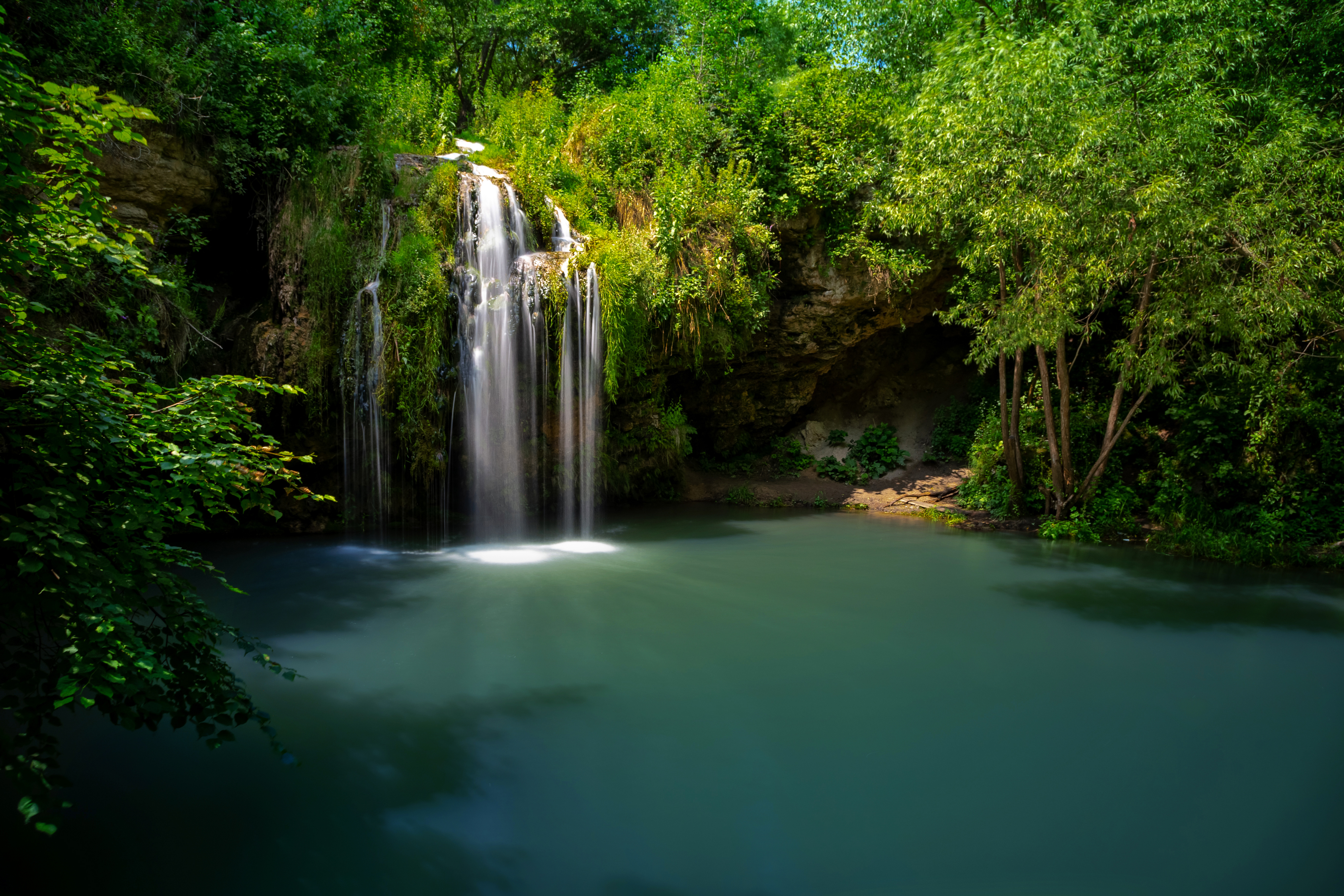
Літній водоспад на довгій витримці